# Raúl Valdivieso

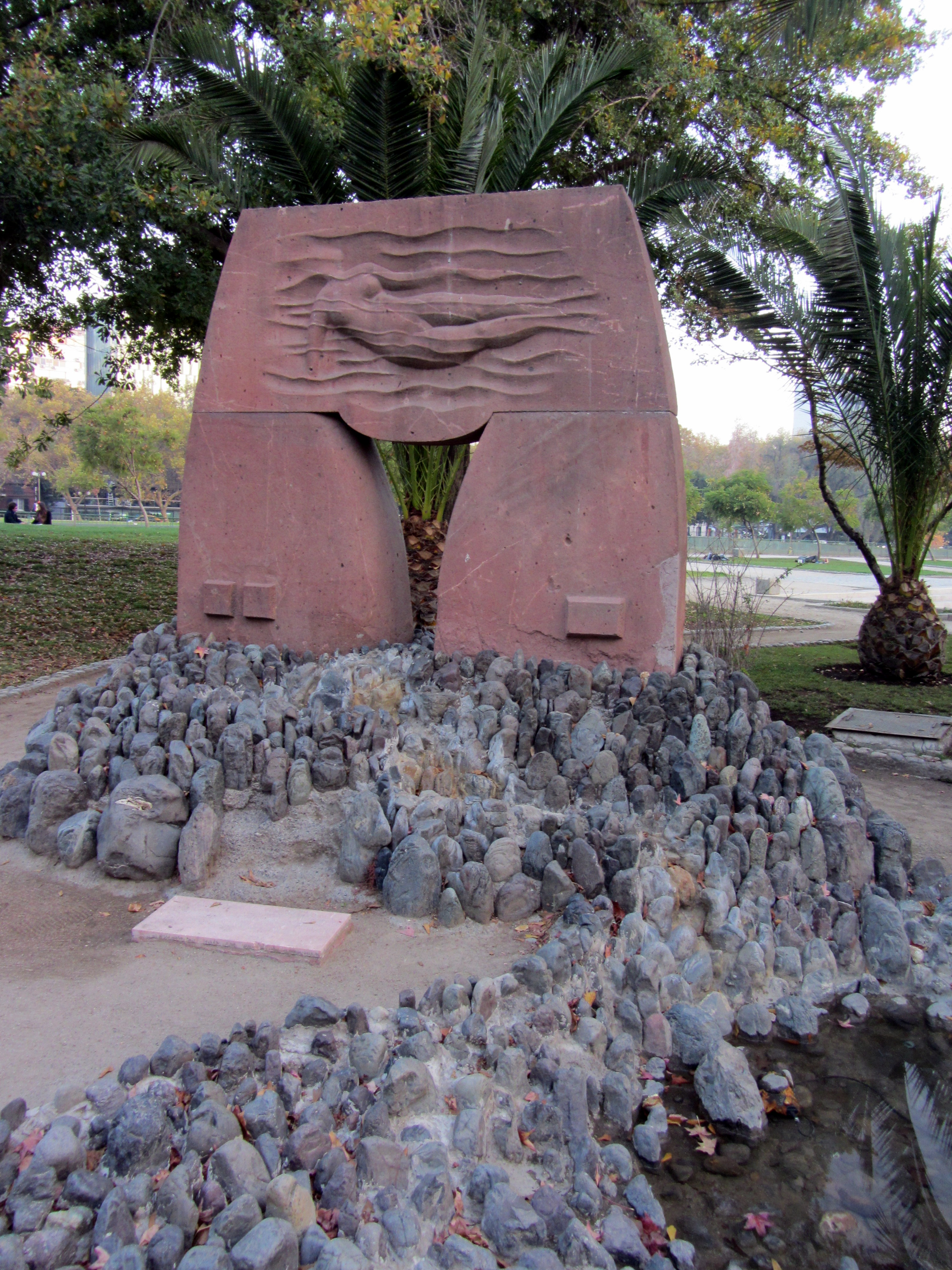
Puerta del agua

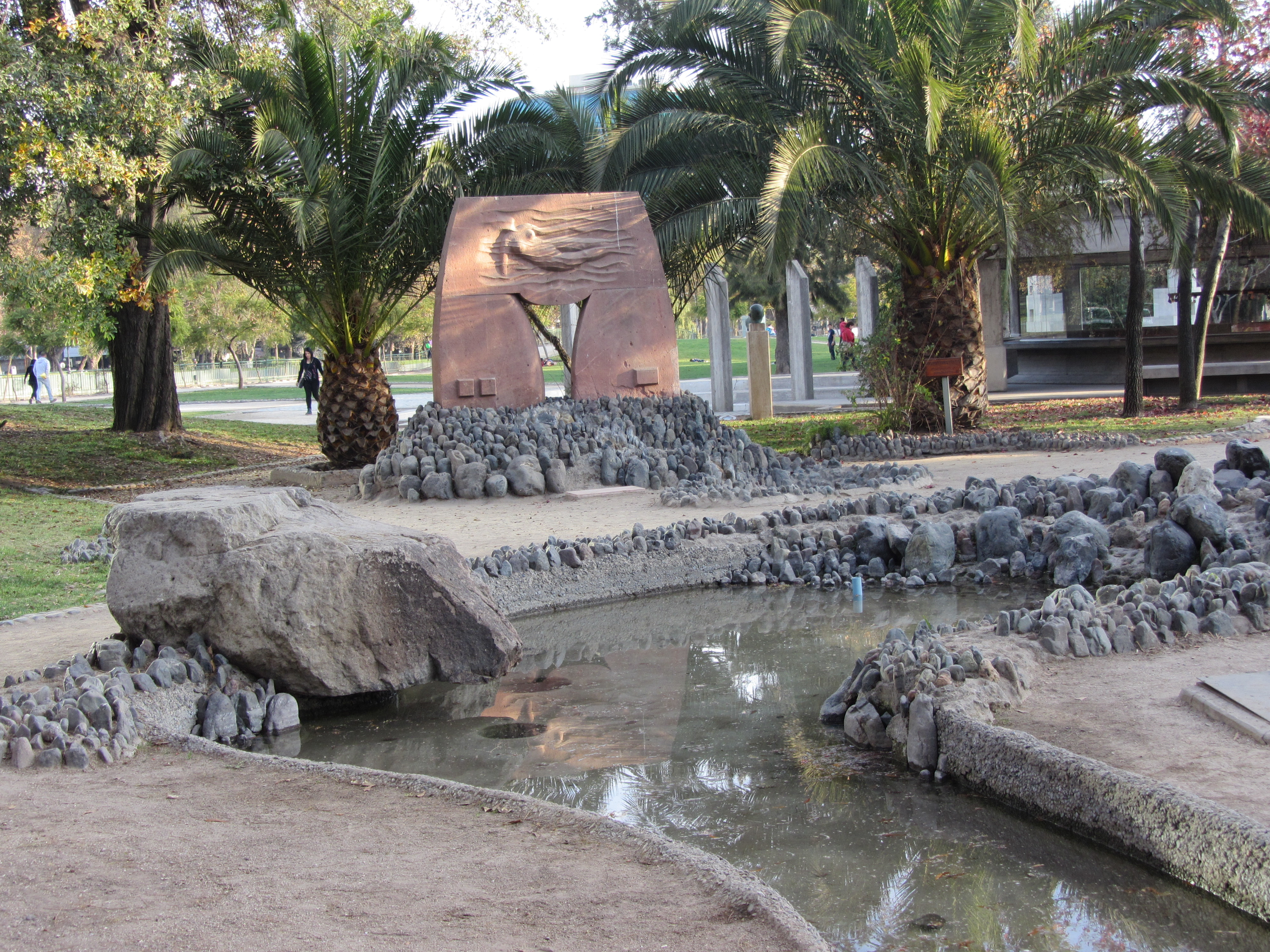
Puerta del agua

Raúl Valdivieso Rodríguez (Santiago, 9 de septiembre de 1931 - Santiago, 18 de mayo de 1993) fue un escultor chileno, artista de la generación del 50', que vivió gran parte de su vida en el extranjero donde realizó una extensa producción artística.

## Biografía
Fue el segundo de los nueve hijos de una familia tradicional chilena, estudió en el colegio de los Sagrados Corazones de Santiago y luego de regresar en 1948, cursó un año de Ingeniería en la Universidad Católica y dos en Derecho en la Universidad de Chile, para en 1952 ingresar a la Escuela de Bellas Artes de la misma institución. 
Allí tomó la especialidad de escultura y fue alumno sobresaliente de profesores como Marta Colvin, Julio Antonio Vásquez y Lily Garafulic; y a esta última siempre consideró su gran maestra. Pese a ser menor que varios escultores se le considera parte de la generación del 50' (junto a otros como Jaime Antúnez, Sergio Castillo, Matías Vial, Sergio Mallol, Alfredo Portales Velasco y Federico Assler), quienes experimentaron con nuevas técnicas y materiales.[cita requerida]
El año 1957 deja sus estudios inconclusos y parte a París a perfeccionar la escultura en el Grande Chaumiére y luego en el École nationale supérieure des beaux-arts, sin embargo renuncia rápidamente a estas dos escuelas, instala taller y estudiar grabado en la academia William Hayter. 
Durante unos años Valdivieso trabajó en Francia como asistente de Roberto Matta, esculpiendo obras que diseñaba el gran pintor y grabadista chileno. Años más tarde reconoció que junto a él comprendió el papel del artista sudamericano en el mundo.[cita requerida] Por esos años también conoció a Alberto Giacometti y a fines de 1958 becado por el Brithish Council realizó una pasantía en el Slade School of Fine Art en Londres donde cononoció la nueva escultura británica desde talleres de artistas como Henry Moore, quien junto a Giacometti y Constantin Brancussi fue uno de los escultores modernos a quienes más admiró.[cita requerida]
En 1961 decide radicarse en Madrid e inicia estudios de Historia del Arte Universal, perfeccionándose como escultor, pues además de trabajar en yeso, bronce y madera, demostró mucho oficio en el trabajo en piedra. Expuso en las principales galerías de España y otras del mundo y en ese contexto conoce a Claudio Bravo, quien comienza a ser reconocido a nivel mundial como pintor hiperrealista y con él inicia una relación artística que duró hasta sus últimos días. Compartieron numerosos viajes y estancias, especialmente en Marruecos, Nueva York y Egipto.[cita requerida]
El año 1971 Valdivieso llega a Marruecos para vivir tres años de gran soledad en el puerto de Essaouira, conectándose con la cultura del norte de África que ejerció gran influencia en el resto de su carrera.[cita requerida] Allí incorporó nuevos materiales a sus obras como el cuero de camello y la madera de raíz de cedro de las montañas Atlas, hasta que en 1974 regresó a Chile para trabajar en piedra. Con granitos, calizas, dioritas, basaltos y mármoles (negro y de Carrara) creó más de veinte esculturas que exhibió en 1976 en el Instituto Cultural de Las Condes, la que fue catalogada por la prensa como la mejor exposición de escultura de los últimos años en Chile. Ese mismo año regresa a España para exponerlas en la galería Iolas Velasco de Madrid, siendo visitada por más de setecientas personas solo en su inauguración.[cita requerida]
Durante los ochenta se convirtió en uno de los favoritos de la crítica chilena, adquiriendo sus obras un alto valor monetario. Por esos años vivía de marzo a agosto en Madrid trabajando en bronce y de septiembre a marzo en Santiago realizando obras en piedra junto a un grupo de ayudantes.
En 1993 con 61 años de edad y más de cuarenta como escultor, falleció. Los críticos insistieron en que estaba en su plena madurez artística. Hoy sus restos descansan en una tumba familiar del Cementerio Católico de Santiago.[cita requerida]

## Obra, exposiciones y aportes
Torsos, semillas, puertas y otras formas orgánicas de gran belleza y pureza formal lo llevaron a reinterpretar los patrones clásicos de la belleza, logrando una nueva asimilación de la figura humana. Reconocido como un artista sensible debido a su obra intuitiva, la que muchas veces fue censurada por abarcar temáticas relacionadas con los órganos sexuales; tuvo métodos de producción del arte clásico griego y romano, el que mezcló con influencias originarias tanto árabes, como orientales y americanas. Fue reconocido como un intelectual debido a sus conocimientos en el campo de las artes y los viajes por el todo el mundo, en busca de inspiraciones y materiales. Trabajó en greda, madera, bronce, gres cerámico, piedras y mármoles, entre otros, con los que demostró un magistral dominio.
Expuso en las principales galerías de Europa y Estados Unidos y también en museos, realizando exposiciones individuales en Santiago, Puerto Rico, Pittsburg, Washington, Nueva York, Madrid, Marbella, Manila, Valladolid, París, Londres, Bruselas y Múnich y colectivamente lo hizo también en Buenos Aires, Sao Paulo, Kentucky, Anvers, Toronto, Barcelona, Sarasota y Berlín. A sus 60 años produjo y montó su última exposición individual en Santiago, el año 1991.
A su país de origen entregó al arte público la Puerta del Agua ubicada en el Parque de las Esculturas de Providencia, la Puerta Resurrección emplazada en los jardines de la Universidad Católica del Maule en Talca, el monumento a Escrivá de Balaguer en Vitacura y la adaptación y realización técnica del Cristo de la Concordia en el Morro de Arica, además del monumento a Carlos Condell en la Plaza Aníbal Pinto de Valparaíso.

## Premios en Chile
Recibió el Tercer Premio en el Salón Oficial de Santiago (1954), Primer Premio del Concurso Colocadora Nacional de Valores y Museo Nacional de Bellas Artes (1976) y el Premio del Círculo de Críticos de Chile, mención Artes Visuales (1991).